# 무등산 타잔, 박흥숙
《무등산 타잔, 박흥숙》은 2005년에 개봉 예정이었던 대한민국의 영화이다. 무등산 타잔이라는 별명으로 불린 박흥숙의 일대기를 다루었다. “호남이 깡패 밖에 할 게 더 있냐?”는 문구의 호남을 비하하는 홍보 포스터를 배포했다가 여론의 뭇매를 맞은 후 영화의 개봉 자체가 무산되었다.

## 캐스팅
- 고주원 : 박흥숙 역
- 김규리 : 장영신 역
- 이종수 : 정두수 역
- 이재은 : 수련 역
- 최원영 : 강현우 역
- 장태성 : 이복동 역
- 조달환 : 산초 역
- 김인문
- 양택조
- 조형기
- 김숙
- 곽희범
- 최왕순
- 김성녀
- 이창훈 (특별출연)